# Castelo de Bournazel
O castelo de Bournazel é um castelo que se encontra na cidade francesa de Bournazel, no département de Aveyron. O castelo foi construído a partir do século XIII e presenta um estilo geral renascentista. O castelo está em restauração desde 2007.